# Ivan Trotski
Pour les articles homonymes, voir Trotski (homonymie).
Ivan Trotski (biélorusse : Іван Троцкі, né le 27 mai 1976 à Hrodna) est un athlète biélorusse, spécialiste de la marche.
Son meilleur résultat est une 5e place aux Championnats d'Europe de 2002.